# المسحك
المسحك هي أحد قرى ناحية مكحول شمال قضاء بيجي التابع لمحافظة صلاح الدين.
المسحك قرية جميلة تقع بين نهر دجلة وجبال مكحول. وسميت بهذه التسمية نسبة إلى صخور جبل مكحول المسحوقة حيث كانت عبارة عن غابة تمتد من الجبل حتى نهر دجلة حسب ما رواه أول سكانها وكانت أطراف الغابة من جهة الجبل تلك الصخور المسحوقة ومن هنا جاءت التسمية.
سكان أرض هذه القرية الأصليون هم النمرود ومن آثارهم فيها قصر الجبار الموجود في بدايتها على تلال مكحول (جبل مكحول) والذي يرجع أصله إلى أقوام النمرود (فترة النبي إبراهيم عليه السلام) اما سكانها الحاليون هم ابناء عشيرة الحوري التابعه الى قبيلة الجبور ( البونجاد ) حيث يشكلون 90% من سكان القرية. 